# Аверкій (Кедров)
Аве́ркій (світське прізвище та ім'я — Полікарп Петрович Кедров; *2 березня 1879, Яранськ — †27 листопада 1937, табір ГУЛАГ СССР) — український релігійний діяч російського походження. Ректор Волинської духовної семінарії. Архієпископ Волинський і Житомирський РПЦ.
Учасник Всеросійського Собору 1917—1918 років.
Жертва сталінського терору.

## Життєпис
Народився у м. Яранськ В'ятської губернії (Росія). Син священика. Закінчив Петербурзьку духовну академію (1904).
2 листопада 1910 року прийняв чернечий постриг. Ректор Волинської духовної семінарії (1911 — 1915) у сані архімандрита. Третій вікарій Волинської єпархії, єпископ (1915—1920). Після переходу території до складу Польщі, емігрував до СССР, де став архієпископом Острозьким РПЦ (1920—1922). Архієпископ Волинський і Житомирський (1922—1926).
1922 року заарештований бандою НКВД СССР і засланий до Узбекистану, згодом повернувся до Житомира. Повторно заарештований 1929 року і засланий до Архангельська, потім до Башкортостану. Убитий працівниками НКВД СССР (1937).